# Авааз
«Авааз» (фарси, آواز, англ. Avaaz) — глобальная общественная организация, основанная в январе 2007 года и занимающаяся организацией социально-политических кампаний по широкому кругу вопросов, в частности, изменению климата, правам человека, защите животных, коррупции, бедности и конфликтам. Целью Авааз считается реализация следующего принципа: «преодолеть разрыв между миром, в котором мы живем, и миром, в котором хотело бы жить большинство людей». Сообщество организует кампании на 15 языках и к апрелю 2018 года насчитывает свыше 47,7 миллионов членов по всему миру. Согласно The Guardian, «несмотря на то что Авааз всего пять лет, организации уже удалось стать самой большой и влиятельной онлайн-сетью, которая объединяет активистов по всему миру».
Наибольшей популярностью пользуется в Бразилии, США, Франции, Германии, Великобритании и Италии. Движение запрещено в ряде стран, в первую очередь — Иране, Китае.

## Происхождение слова
Название «Авааз» (фарси, آواز) происходит от персидского слова «голос» (также «звук» или «песня»), которое также содержится в ряде других языков: хинди, урду, бенгальском, панджаби, маратхи, синдхи и узбекском.

## Соучредители
Авааз был задуман и создан его нынешним президентом и исполнительным директором Рикеном Пателем, гражданином США и Канады, закончившим Оксфорд и Гарвард. Впервые к идее создания организации Пател обратился в 2003 году, после рабочей поездки с целью защиты прав человека в Сьерра-Леоне и Афганистане.

### Коллективные
Пател объединил усилия 10 организаций, а также отдельных людей, которые составили команду, основавшую в 2007 году Авааз. В числе организаций-соучредителей Авааз: Res Publica, основанное в США «сообщество специалистов в области государственного управления, выступающее за продвижение ответственного государственного управления, гражданских ценностей и совещательную демократию» и MoveOn.org, американская некоммерческая организация, выступающая в защиту интересов общества и поддерживаемая Джорджем Соросом. Кроме того, создание Авааз было поддержано двумя организациями-соучредителями: Международным профсоюзом работников общественного сектора и Оксфам, а также австралийской некоммерческой организацией по проведению общественных кампаний GetUp!.

## Индивидуальные
В число индивидуальных организаторов Авааз входят: Том Правда, бывший конгрессмен от штата Вирджиния Том Периелло, исполнительный директор MoveOn.org Эли Пэризер, австралийский предприниматель и общественный деятель Дэвид Мэдден, а также соучредители сайта Purpose.com Джереми Хеманс и Андреа Вудхаус. В исполнительный совет Авааз входят: Рикен Пател (президент), Том Правда (секретарь), Эли Пэризер (председатель Совета) и Бен Брэндзель (финансовый директор).

### Руководство
Президентом и исполнительным директором Авааз является Рикен Пател. Он родился в канадском городе Эдмонтон, его мать — англичанка, а отец — кениец индийского происхождения. Пател учился в школе, расположенной в резервации канадских индейцев, где столкнулся с огромным социальным неравенством и общественными конфликтами. Он занимался изучением политики, философии и экономики в Бейллиол-Колледж Оксфордском университете и был лучшим студентом на своем курсе. В 1998 году он организовал акции протеста против платы за обучение. Пател получил диплом магистра в области государственного управления в Гарвардском университете, где участвовал в протестных акциях за повышение зарплаты школьным работникам до уровня прожиточного минимума. Он работал на Международную антикризисную группу и другие международные организации в разных странах мира, включая Сьерра-Леоне, Либерию, Судан и Афганистан, где, по его словам «научился тому, как можно посадить повстанческие силы за стол переговоров, тайно проводить наблюдение за выборами, восстановить веру народа в подорванную коррупцией политическую систему и выявлять случаи манипулирования деятельностью иностранных войск». В 2004 году Пател переехал в США и работал добровольцем в MoveOn.org, где приобрел навыки использования онлайн-инструментов в активистской деятельности.